# Nils De Wilde
Nils De Wilde (27 gennaio 2003) è un calciatore belga, difensore del Cercle Bruges.

## Carriera

### Club
De Wilde è cresciuto nel settore giovanile dell'Anderlecht e nel 2022 è stato assegnato all'RSCA Futures in seconda divisione. Ha debuttato il 14 agosto nell'incontro pareggiato 0-0 contro il Deinze e l'11 febbraio ha segnato il suo primo gol in carriera, sempre contro il Deinze.
Al termine della stagione è passato a titolo definitivo al Cercle Bruges, club di prima divisione.

### Nazionale
Ha giocato nelle nazionali giovanili belghe Under-15, Under-16, Under-17 ed Under-19.

## Statistiche

### Presenze e reti nei club
Statistiche aggiornate al 10 novembre 2024.
| Stagione        | Squadra         | Campionato      | Campionato | Campionato | Coppe nazionali | Coppe nazionali | Coppe nazionali | Coppe continentali | Coppe continentali | Coppe continentali | Altre coppe | Altre coppe | Altre coppe | Totale | Totale | Totale |
| Stagione        | Squadra         | Comp            | Pres       | Reti       | Comp            | Pres            | Reti            | Comp               | Pres               | Reti               | Comp        | Pres        | Reti        | Pres   | Reti   |        |
| --------------- | --------------- | --------------- | ---------- | ---------- | --------------- | --------------- | --------------- | ------------------ | ------------------ | ------------------ | ----------- | ----------- | ----------- | ------ | ------ | ------ |
| 2022-2023       | RSCA Futures    | D2              | 27         | 1          | -               | -               | -               | -                  | -                  | -                  | -           | -           | -           | 27     | 1      |        |
| 2023-2024       | Cercle Bruges   | D1              | 22         | 0          | CB              | 1               | 0               | -                  | -                  | -                  | -           | -           | -           | 23     | 0      |        |
| 2024-2025       | Cercle Bruges   | D1              | 3          | 0          | CB              | 1               | 0               | UEL+UCL            | 0+4                | 0                  | -           | -           | -           | 8      | 0      |        |
| Totale carriera | Totale carriera | Totale carriera | 52         | 1          |                 | 2               | 0               |                    | 4                  | 0                  |             | -           | -           | 58     | 1      |        |